# السيدة ذات الخمار (لوحة)
السيدة ذات الخمار The Lady with the Veil هي أحد اللوحات الموجودة في المتحف الوطني السويدي في ستوكهولم و التي رسمها الفنان الكسندر روسلين أليكساندر روسلين سنة 1768. يجسد روسلين في هذه اللوحة زوجته ماري سوزان جيروست و التي كانت رسامة باستيل و شغلت منصب عضو في الأكاديمية الفرنسية للفنون الجميلة. التقى روسلين بزوجته في باريس حيث واصلت مسيرتها الفنية على الرغم من أنها أنجبت خمسة أطفال بفترات متقاربة في بداية زواجهما حيث كانت تعرض أعمالها في الصالونات المرموقة. توفيت سوزان عندما بلغت 38 عاماً بسرطان الثدي. قام روسلين عبر السنوات برسم خمسة بورتريهات مختلفة لزوجته الجميلة، فكانت جميعها تعبر عن حبه الداخلي و مشاعره الجياشة تجاهها.
كان الكسندر روسلين واحداً من رسامي البورترية الأكثر رواجاً في القرن الثامن عشر. كان يمارس عمله عالمياً بمهمات في عدة دول أوربية. استقر سنة 1752 في باريس حيث افتتح مرسماً هناك. كان العديد من زبائنه من الأثرياء حيث كانوا يسافرون خصيصاً له إلى باريس كي يقوم روسلين «السويدي» كما يسموه برسمهم. إن مهارات روسلين الفنية جعلت لوحاته موضع تقدير، حيث كانت لديه القدرة على رسم الصفات الحسية مثلاً رسمه للبشرة الناعمة المعالجة بمسحوق التجميل بالإضافة إلى المخمل الناعم و حفيف الحرير. و من ناحية أخرى انتقد بالسطحية.

## الوصف
السيدة في الصورة مخفية بشكل جزئي بحجاب من الحرير الأسود و ترتدي تحته ملابس لمناسبة خاصة من الدانتيل الأبيض و الحرير الوردي.
كان المسرح خلال القرن الثامن عشر جزءاً هاماً من حياة الطبقات العليا. فكان التأنق و التنكر، و لعب الأدوار الدرامية هواية مشتركة في ذلك الوقت. و يمكن القول أن نساء بولونيا Bologna الإيطالية كانت ترتدي مثل هذا اللباس و الذي يسمى أ لا بولونيز à laBolognaise. تبتسم السيدة بطريقة إغرائية إلا أنها تريد أن تبقى في الخفاء، فهي تظهر فقط جزءاً من وجهها. إن استخدام المراوح اليدوية في ذلك الوقت لم يكن فقط أداة تستعمل في المجتمعات الارستقراطية، بل كانت تستخدم أيضاً لإرسال رسائل سرية سواء في طريقة حملها أو فتحها أو إغلاقها. في لوحة السيدة مع الحجاب قامت المرأة بطي المروحة و الضغط بها على خدها. قد تكون الرسالة التي تريد إيصالها: أنا أحبك.

## روابط خارجية
- The Lady with the Veil
- Damen med slöjan
- nationalmuseum